# Тоннель Конд
Тоннель Конд (арм. Թունել Կոնդի, тоннель Конди, Кондский тоннель) — пешеходный тоннель в районе Кентрон в Ереване, соединяющий парк имени Дианы Абгар с улицей Разданское Ущелье и Ереванской детской железной дорогой. Тоннель проходит под зданием Главпочтамта Еревана и северо-восточной частью исторического района Конд.

## История тоннеля
Тоннели, соединяющие Разданское ущелье с центром Еревана, были задуманы Александром Таманяном в качестве продолжения Главного проспекта (парка-проспекта), пересекающего город с юго-востока на северо-запад. Таманян считал, что Разданское ущелье должно служить местом отдыха жителей Еревана, давая людям возможность насладиться прекрасной природой и свежим воздухом. Он запланировал два туннеля, которые будут коротким путем к Разданскому ущелью и благодаря которым свежий воздух ущелья достигнет центра города.

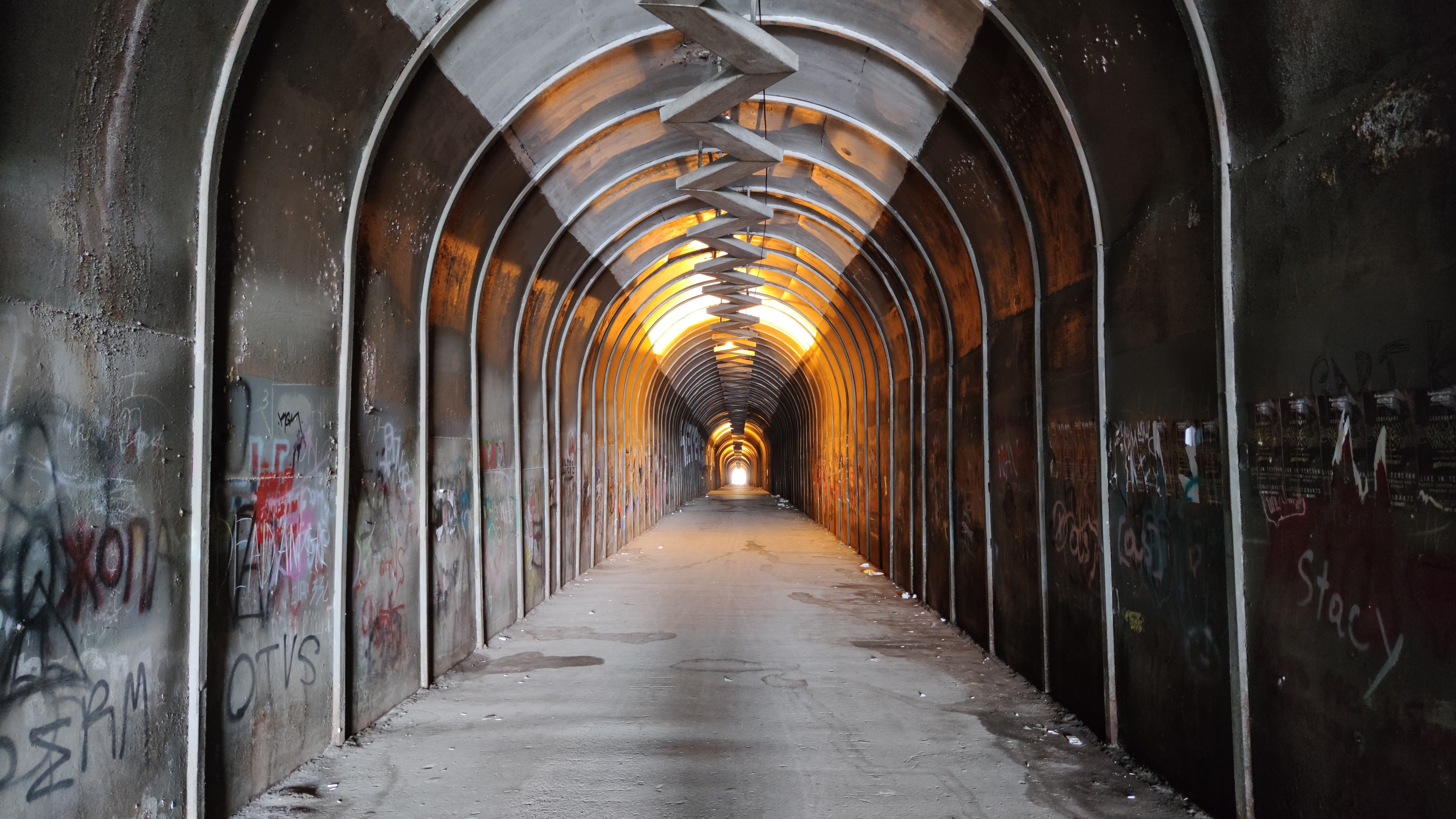
Общий вид тоннеля Конд

Строительство тоннелей началось в 1940-х годах, уже после смерти Таманяна; во время войны в них предполагалось расположить убежища. Точная дата окончания строительства неизвестна, но в 1952 году тоннель уже существовал. По некоторым данным изначально по тоннелю курсировал автомобильный транспорт, но вскоре после постройки один из тоннелей был закрыт, а второй перепрофилирован в пешеходный.
После строительства в Ереване метрополитена существовал проект использования тоннелей для прокладки новой линии, ведущей от станции «Дружба» к Ереванскому электроламповому заводу.

## Конструкция и современное состояние
Тоннель Конд состоит из двух параллельных тоннелей длиной 460 метров каждый. Правый тоннель, если смотреть от парка имени Дианы Абгар, заблокирован ввиду аварийного состояния (возможно, он обрушен), левый открыт для прохода Внутри тоннеля организовано круглосуточное освещение с помощью подвесных светильников.
Стены тоннеля во многих местах прогнулись под тяжестью грунта, общее состояние тоннеля можно охарактеризовать как аварийное. Тоннель является популярным местом для художников граффити, его стены исписаны многочисленными надписями и изображениями.

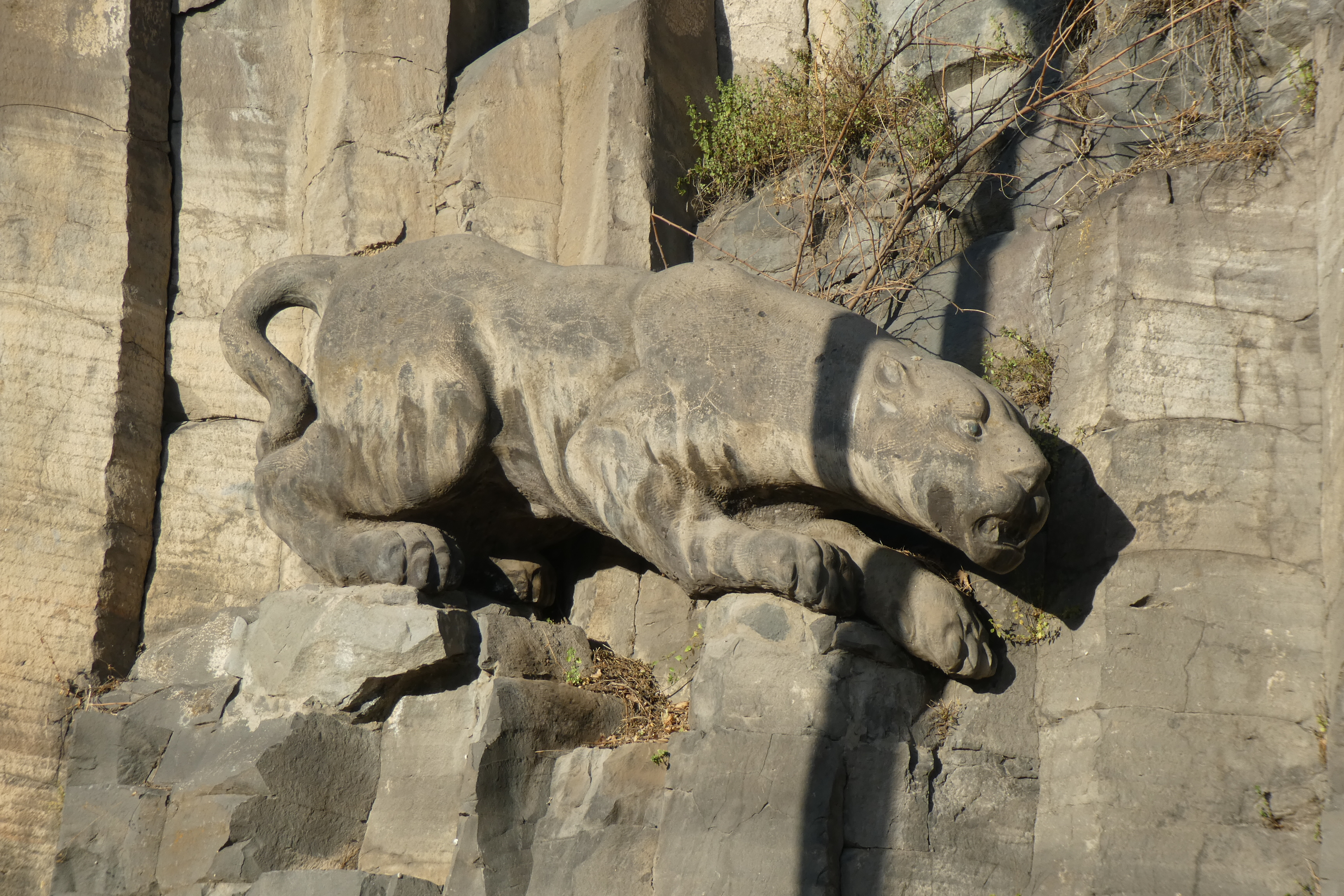
Cкульптура «Леопард»

Около северо-западного выхода из тоннеля в 1994 году установлена скульптура из чёрного туфа «Леопард», или «Ереванский кот», созданная скульптором Вильямом Петросяном. Перед юго-восточным входом ранее находился каскад фонтанов работы архитектора Армена Заряна. В 2010-х фонтаны демонтированы из-за ветхости, сейчас на их месте расположена парковка и небольшой монумент на морскую тематику, выполненный из розового туфа.

## Будущее тоннеля
На протяжении многих лет тоннель Конд многократно предлагалось облагородить, превратив в городскую достопримечательность. Например, в 2017 году было предложение организовать в нём центр искусств — картинную и скульптурную галерею. В 2019 году в тоннеле проходил однодневный фестиваль искусств «Тоннель».